# Milt Albright
Pour les articles homonymes, voir Albright.
Milt Albright, né le 7 juin 1916 à Kearney (Missouri) et mort le 7 avril 2014, est un comptable américain.

## Biographie
Milt Albright a rejoint la Société Disney en 1947 comme assistant comptable et a été nommé responsable comptable de Disneyland en 1954.
En 1957, il est nommé responsable d'un parc temporaire de Disneyland, Holidayland et a fondé en 1958 le Magic Kingdom Club.
Il est aussi à l'œuvre dans le projet des soirées de cérémonies étudiantes Grad Nites données à partir de 1961.
Il a été nommé Disney Legends en 2005.